# Tây Nepal
Tây Nepal (tiếng Nepal:पश्चिमाञ्चल विकास क्षेत्र) là một vùng phát triển của Nepal. Vùng này có diện tích 29.398 km², dân số thời điểm năm 2001 là 4.571.013	 người.

## Dân số
Biến động dân số giai đoạn 1952-2001:
| Năm    | 1952 | 1961 | 1971      | 1981      | 1991      | 2001      |
| ------ | ---- | ---- | --------- | --------- | --------- | --------- |
| Dân số | -    | -    | 1.773.734 | 3.128.859 | 3.770.678 | 4.571.013 |